# Angel Salsbach
Angel Salsbach (Bonaire, 1 maart 1937) is een  ingenieur, wetenschapper, politicus, schrijver, musicus, componist, filosoof en Reiki Master.  
Salsbach schreef twee musicals over de geschiedenis van Curaçao, waarvan er een werd vertaald in het Duits. Zijn passie voor muziek, vooral jazz, maakte hem bekend in de muzikale wereld. Hij begon met het bespelen van de mandoline op de vijfjarige leeftijd. Ook speelt hij piano, trompet en contrabas. Hij is oprichter van de Salsbach Jazz trio.
Als schrijver schreef hij diverse kinderboeken die een beeld gaven van zijn ervaringen als opgroeiend kind op Bonaire.
Als gevolg van een ongeluk in 2001 kreeg Angel Salsbach afasie. Hij kon niet meer praten, lezen of schrijven. Door therapie en doorzettingsvermogen slaagde hij erin deze vaardigheden terug te krijgen.

## Functies
- 1966 Mede-oprichter en kandidaat voor “Union Reformista Antiano” op Curaçao
- 1983-1992 Lid van de eilandsraad voor Partido MAN
- 1995-1999 Lid van de eilandsraad voor Partido MAN
- 1995-1999 plaatsvervangend gezaghebber van het eilandsgebied Curaçao
- 1986-1988 plaatsvervangend gezaghebber van het eilandsgebied Curaçao voor Partido MAN
- 1997-1999 plaatsvervangend gezaghebber van het eilandsgebied Curaçao voor Partido MAN
- Voorzitter van de Raad van Commissarissen van Curaçao Ports Authority (C.P.A), Setel (telefoniebedrijf), Curoil (oliemaatschappij), Curinta, ABC (busbedrijf), KODELA en KAE.

## Publicaties/uitvoeringen
Literatuur
- Dromen in het woud (boek, 2006)
- Skibi sin por papia (vertaald: 'Schrijven zonder te kunnen spreken') over zijn ervaringen met het herstelproces na een beroerte (boek, 2004)
- Origen y desaroyo di musika antiyano (boek, 1975)

Muziek
- E lucha final (vertaling 'Het laatste gevecht)'(musical uit 1972 met muziek van Etzel Provence)
- Di Corazante pa Kòrsou (musical)
- Jazz concert (programma van het concert in de aula van de UNA als afsluiting van het academisch jaar 1981/82. Het trio bestond uit Angel Salsbach, bas; Etzel Provence, piano en Edsel Clarinda, drum).
- Muzikale prelude op The Dumb Waiter van Angel Salsbach en The Thearte Players Curaçao: "The Dumb Waiter" van Harold Pinter (Toneelstuk 'The Dumb Waiter' (1957) van Harold Pinter (Engeland, 1930-2008) uitgevoerd in Centro Pro Arte/Cultureel Centrum Curaçao).

Politieke publicaties
- Eksposishon i charla tokante medio pa siña: nos tambe ta yuda mehora ensenansa (programma van de tentoonstelling van leermiddelen en leermethoden met lezingen).
- Van kolonialisme naar onafhankelijkheid: korte inleiding (Willemstad], Curaçao: [publisher not identified], 1979)
- Programa Selebrashon "Dia di Pas" door Casseres, Ronald A., gezaghebber Salsbach, Angel R., gedeputeerde (Programma van de onthulling van het Monument van de vrede door de gedeputeerde ter gelegenheid van de viering van de Dag van de Vrede met o.a. gebed en een wandelmars vanuit het stadion Antoine Maduro naar het monument).